# Église Saint-Cyrice-et-Sainte-Juliette de Rueyres
L'église Saint-Cyrice-et-Sainte-Juliette de Rueyres est une église située en France au village de Rueyres sur le territoire de la commune de Brommat, dans le département de l'Aveyron en région Midi-Pyrénées.
Elle fait l’objet d'une inscription au titre des monuments historiques depuis le 11 décembre 1995.

## Localisation
L'église est située sur la commune de Brommat, dans le département français de l'Aveyron.

## Historique
L'édifice fut construit aux XIIe siècle et XIVe siècle, il est inscrit au titre des monuments historiques en 1995.